# 四戸賢治
四戸 賢治（しのへ けんじ、1990年8月9日 - ）は、日本の振付家・ダンサー。大東京舞踊団、ELTEN主宰。岩手県滝沢村出身。岩手県立不来方高等学校・日本大学芸術学部・日本大学大学院芸術学研究科卒業。
現在はドイツ西部ノルトライン＝ヴェストファーレン州エッセン在住。

## 略歴
幼少時に社交ダンスを始め、世界戦出場や内閣総理大臣杯優勝など、優秀な成績を多数勝ち取る。
日本大学芸術学部に入学し、20歳より舞踊創作活動を始める。
ソロ活動の他にELTENと大東京舞踊団を主宰し、日本国内だけでなくアジアやヨーロッパ各国で舞踊作品を創作・上演している。
現在拠点をドイツに置いて活動中。

## 主な作品

### ELTEN
- 「Ribbon」（2012年）
- 「Parting 」（2014年）
- 「ST↑CK」（2016年）

### 大東京舞踊団
- 「がんばって踊りますのでよろしくお願いします。」（2014年）
- 「大東京舞踊団がやってくる〜タマちゃんVSメカタマちゃん〜」（2014年）
- 「大東京舞踊団2015年世界征服ツアー」（2015年）
  - 〜日暮里篇　あけましておめでとうございます。今年も踊り死す所存でございます。〜
  - 〜横浜篇 ワクワク!さくら works !!〜
  - ～別府篇 黒墨天然温泉垂れ流し～
- 「大東京舞踊団2016年シリーズ!!」（2016年）
  - 池袋舞踊一揆前夜〜ダンスの夜明けは近いぜよ!!〜
  - 男女7人墨物語〜象の鼻テラス・ハウス〜

### ソロ作品
- 「shiNEru」（2010年）
- 「ribbon : 0」（2011年）
- 「M⇔F」（2012年）
- 「iS」（2012年）
- 「Critical Criticism」（2014年）
- 「K(-A-)O」（2015年）
- 「THE PEELS」（2015年）
- 「love」（2016年）